# 橋 (脳)
橋（きょう、羅: 英: pons）は、脳の部位の一つ。脳幹に含まれ、前後を中脳と延髄とに挟まれる。第四脳室の腹側壁をなす。第四脳室をはさんで背側には小脳がある。
前腹側から脳幹の外観を観察すると、小脳の腹側からのびた強大な線維束（中小脳脚）が、脳幹の一部を乗り越え、これをつつむように盛り上がってみえることから、この部位を小脳から出た「橋」にみたてて、この名がついた。
延髄の上方に続く部分で、腹方の著しく膨出した橋底部と、延髄の直接の続きである背方の橋背部(被蓋)とからなる。橋底部には橋核という巨大な灰白質があり、その内部を錐体路と皮質橋核路が貫いて走る。橋核の神経細胞は大脳皮質からきた皮質橋核路の線維を受け、反対側の小脳半球へ大量の線維(中小脳脚)を送るすなわち、小脳は橋核を介して大脳皮質の支配を受けている。
三叉神経、外転神経、顔面神経、前庭神経といった多くの脳神経核が存在し、脳神経が出る部位である。脳幹を経由する多くの伝導路が通過する他、大脳皮質からの運動性出力を橋核、中小脳脚を経由して、小脳へと伝える経路などが存在する。

## 画像

橋の形を様々な方向から見た動画。橋を赤で、中脳と延髄を茶色で、それ以外の所を半透明にして示してある。（画像出典：Anatomography）
橋の下部の横断面の模式図。外転神経核や顔面神経核、前庭神経核などを含む